# Willem Six van Oterleek
Willem Six, heer van Oterleek (Amsterdam, 19 december 1761 – aldaar, 1 augustus 1811) was een Nederlands patriciër.
Hij begon zijn carrière in de Sociëteit van Suriname als secretaris (1786-1795), het bestuur van het koninkrijk Holland en werd staatsraad (1805), commissaris naar Frankrijk, (surnumerair) lid van het kapittel van de Orde van Verdienste en op 8 januari 1808 tot aan de annexatie van het koninkrijk Holland door Frankrijk buitengewoon gezant en gevolmachtigd minister in Sint-Petersburg.
Willem Six was ongehuwd en woonde aanvankelijk op de Keizersgracht. Hij verhuisde naar het Oudezijdsherenlogement. Hij ontving op 16 februari 1807 het negende grootkruis in de koninklijke Orde van Verdiensten. De Beierse koning maakte hem ridder in de huisridderorde van Sint-Hubertus.

## Voetnoten
1. ↑  Mr. O. Schutte schrijft in "De Orde van de Unie" "Oterleek".
2. ↑  J.A. van Zelm van Eldik, Moed en deugd. Ridderorden in Nederland schrijft op blz. 111 "Overleek".